# آرون آلوز
آرون آلوز (انگلیسی: Aarão Alves؛ زادهٔ ۲۶ اوت ۱۹۷۴) بازیکن فوتبال اهل برزیل است.